# Zdeněk Pilous
Zdeněk Pilous (5. února 1912 Březové Hory –  23. či 30. prosince 2000 Hostinné) byl český botanik a bryolog, odborník na taxonomii a ekologii mechorostů. Během své kariéry objevil několik desítek nových druhů pro československou bryoflóru a přispěl k rozvoji tohoto vědního oboru.

## Život a kariéra
Zdeněk Pilous absolvoval učitelský ústav v Příbrami. Po dokončení studií působil od roku 1934 jako učitel v Nezabudské Lúčke na Slovensku. Po roce 1938 se vrátil do Čech a učil na Libochovicku, kde zároveň složil zkoušky opravňující ho k výuce na druhém stupni. Po druhé světové válce se stal středoškolským pedagogem.
V letech 1965–1972 pracoval jako vědecký pracovník Muzea v Podkrkonoší v Trutnově. Během svého působení se intenzivně věnoval studiu taxonomie a ekologie mechorostů. Objevil a popsal desítky nových druhů bryoflóry na území Československa, čímž přispěl k poznání této skupiny rostlin.

## Bryologická činnost
Za více než 60 let bryologické činnosti nashromáždil přes 80 000 položek mechorostů, čímž vytvořil sbírku srovnatelnou s botanickými institucemi. Tato kolekce zahrnula exempláře z již neexistujících lokalit. Objevil a popsal snad až 90 druhů mechů nových pro Československo, resp. Českou a Slovenskou republiku.
Vydal exsikátové sbírky, které navázaly na práce Johanna Schiffnera a Karla Bauera. Sestavil velký exsikát obsahující 1 350 položek.

## Role v počátcích Krkonošského národního parku
Zdeněk Pilous, sehrál klíčovou roli v ochraně přírody Krkonoš před vznikem Krkonošského národního parku (KRNAP) v roce 1963. Spolu s Jindřichem Ambrožem a Josefem Šourkem působil jako konzervátor ochrany přírody podřízený Krajskému národnímu výboru v Hradci Králové. Jejich úkolem byl dohled nad chráněnými územími, jako byly státní přírodní rezervace vyhlášené v roce 1952, včetně Kotelních jam, Pančické louky a Labského dolu.
Jeho práce a nadšení pro ochranu přírody položily základy pro vznik KRNAP a ovlivnily přístup k ochraně krkonošské krajiny.

## Odborná činnost a publikace
Svou publikační činnost zahájil v roce 1931[zdroj?] a během svého života napsal řadu vědeckých prací. Mezi jeho nejvýznamnější publikace se zařadily:
- Československé rašeliníky
- Klíč k určování mechorostů[4]
- Naše mechy[5]

## Vybraná bibliografie
- Pilous, Z. (1985): Mechy (Musei) státní přírodní rezervace Suchý v Malé Fatře. Ochrana přírody, Bratislava, 6: 67–77.
- Pilous, Z. (1991): Výsledky bryologického výzkumu Československa (I). Časopis Národního muzea, Praha, 157(1988): 156–171.
- Pilous, Z. (1993): Tři novinky v bryoflórách České a Slovenské republiky. Bryonora, 11: 6–7.
- Pilous, Z. (1996): Mechy Súľovských vrchů a okolí. Časopis Slezského muzea, 45: 137–156.
- Pilous, Z. & Duda, J. (1996): Mechorosty a lišejníky starých pískoven na Opavsku. Časopis Slezského muzea, 45: 223–230.